# Graciela Puy
Graciela Puy (Santa Fe ca. 1956) es una deportista argentina, especializada en básquetbol en silla de ruedas, atletismo adaptado y natación adaptada, perteneciente al Club Integral del Lisiado Santafesino (CILSA), destacada por ser una de las medallistas paralímpicas de su país. Puy ganó la medalla de oro en básquetbol en silla de ruedas en los Juegos Paralímpicos de Heidelberg 1972. 
Por sus logros deportivos fue reconocida en Argentina como Maestra del Deporte.

## Carrera deportiva

### Juegos Paralímpicos de Heidelberg 1972

#### Medalla de oro en básquetbol en silla de ruedas
El equipo femenino de básquetbol estuvo formado por Cristina Benedetti, Liliana Chiaradía, Beatriz Dávila, Graciela Di Simone, Diana Masini, Graciela Puy, Silvia Tedesco y Noemí Tortul. Participaron siete países: Argentina, Canadá, Gran Bretaña, Israel, Jamaica, República Federal Alemana, Yugoslavia que fueron divididos en dos grupos. Argentina salió primera en el Grupo B, ganándole a Jamaica 25-24 y Gran Bretaña 47-8. En la semifinal venció a Alemania 30-22. En la final Argentina debía volver a enfrentar a Jamaica, a la que ya había vencido por apenas un punto en la etapa clasificatoria. Nuevamente el partido fue muy parejo y la victoria fue finalmente para Argentina por 25-22.
| Baloncesto Mujeres | Baloncesto Mujeres | Baloncesto Mujeres |
|                    | País               |                    |
| ------------------ | ------------------ | ------------------ |
| 1                  | Argentina          |                    |
| 2                  | Jamaica            |                    |
| 3                  | Israel             |                    |
| Fuente: IPC.       |                    |                    |